# His Country Cousin
 (juin 2021).
Si vous disposez d'ouvrages ou d'articles de référence ou si vous connaissez des sites web de qualité traitant du thème abordé ici, merci de compléter l'article en donnant les références utiles à sa vérifiabilité et en les liant à la section « Notes et références ».
His Country Cousin est un cartoon de Judge Rummy de réalisé par Jack King et Gregory La Cava et sorti en 1920. C'est le premier cartoon réalisé par Jack King.